# Filiformkorrosion
Filiformkorrosion (auch Filigran-, Wurmfraß- oder Schneckenspurkorrosion) wurde zuerst von C. F. Sharman auf beschichteten Stahloberflächen beschrieben und bezeichnet eine fadenförmige Korrosionserscheinung, die als spezielle Form der anodischen Unterwanderung vor allem unter organischen Beschichtungen von Aluminium sowie niedrig legierten Stählen auftritt. Typischerweise sind die Fäden 0,1 bis 0,5 mm breit und wachsen mit einer konstanten Rate von ca. 0,4 mm pro Tag in unterschiedliche Richtungen, kreuzen sich jedoch nie. Filiformkorrosion wurde bei verschiedenen Metallen beobachtet, darunter Stahl, Zink, Aluminium, Magnesium und verchromtem Nickel. Bei Stahl findet diese Art der Korrosion nur bei relativ hoher Luftfeuchtigkeit statt (z. B. 65–95 %). Bei 100 % Luftfeuchtigkeit können sich die Fäden verbreitern und Blasen bilden.
Im Allgemeinen sind folgende Bedingungen wichtige Voraussetzungen für das Entstehen von Filiformkorrosion:
- hohe relative Luftfeuchte, ideale Bedingungen sind 80 bis 95 % rel. Luftfeuchte und 40 °C[3]
- wasserdurchlässige Schichten
- Verunreinigungen im Metall, eingeschlossene Partikel, mikrokristalline Deformationsschicht
- Anwesenheit von Salzen, insbesondere Chloriden
- Defektstellen in der Beschichtung, wie mechanische Verletzungen des Materials, Kratzer, Poren, Bohrungen, scharfe Kanten mit kleineren Lackschichtdicken (z. B. bei der Herstellung von Aluminiumfenstern), Kantenflucht

Ein Zusammentreffen aller oder mehrerer dieser Faktoren ist meist in Küsten-, Meeres- oder Industrieatmosphäre und auch bei Tausalzanwendung auf Straßen gegeben.
Mit abnehmender Schichtdicke der organischen Beschichtung steigt die Anfälligkeit für Filiformkorrosion. Außerdem hat bei gewalzten Substraten die Walzrichtung einen Einfluss. In Walzrichtung läuft die Korrosion bevorzugt ab.
Die mikrokristalline Deformationsschicht, die sich unter der natürlich gebildeten Oxidschicht des Aluminiums befindet, entsteht nach einem starken Wärmeeintrag ins Aluminium. Sie ist daher als Folge von Walz-, Glüh- oder Strangpressprozessen anzusehen. Diese Deformationsschichten enthalten Metalloxide und intermetallische Phasen, die korrosiv wirken können. Die Schichtdicken dieser Deformationsschichten hängen vom Wärmeeintrag ab und können stark variieren. Für viele Aluminium-Legierungen wird für den Beizprozess ein Beizabtrag von > 1 g/m² empfohlen, wobei der letzte Beizschritt in saurem Milieu erfolgen sollte (Dekapierung). Ein zu geringer Beizabtrag entfernt die Deformationsschicht nicht ausreichend. Zu starkes Beizen führt dazu, dass die leichter lösliche Aluminiummatrix herausgelöst wird und schwerer lösliche intermetallische Phasen als teilweise abwischbarer Belag an der Oberfläche zurückbleiben und beim Aufbau der nachfolgenden Konversionsschicht stören können.
Reine Filiformkorrosion resultiert in einem äußerlichen Angriff der Oberfläche, die zu Unterwanderung, Abhebung und Abplatzung der Deckschicht führt. Erst in Kombination mit anderen Korrosionsarten lässt sich ein Tiefenangriff beobachten.
Filiformkorrosion kann generell in zwei Komponenten unterteilt werden:
- eine fadenförmige, sich lateral ausbreitende Korrosionserscheinung zwischen Substrat und Beschichtung
- ein Angriff auf den Substratwerkstoff unter den Filiformkorrosionsfäden, wobei Angriffstiefe und  Erscheinungsform durch die Legierungszusammensetzung bestimmt werden[5]